# Ruma Barbero
Rumaldo Antón Barbero de Diego (Somió, Gijón, 3 de febrer de 1971), més conegut com a Ruma Barbero, és un dibuixant asturià de còmic i músic. Entre 1990 i 1995 va estudiar la llicenciatura en Belles arts en l'especialitat d'escultura per la Universitat de Salamanca.

## Biografia
Ruma Barbero és fundador l'any 1991, del grup musical Felpeyu juntament amb el també dibuixant Ígor medio. El grup va ser fundat a Salamanca, ciutat en la qual els dos músics estudiaven Belles arts. També van participar en l'inici del grup els germans gallecs Castor i Félix Castro. En aquest grup Barber portava el rol de percussionista. També va col·laborar en el terreny musical amb el grup Els Ciquitrinos.
En 1996 va ser cofundador de l'editorial Cactus Comics, en la qual també van participar Ígor Medio, Javier Rodríguez, Andrea Parissi i Son. L'editorial Cactus Comics va publicar alguns dels títols més destacats del còmic asturià en aquesta època, com «Little Memo», «Los Aguarones», «Anselmo Ensombras» i «Love Gun». Així mateix, va col·laborar amb la revista El Llapiceru i en el periòdic Les Noticies amb una tira donant la seva peculiar visió de l'actualitat asturiana titulada Marcianaes (en asturià: Marcianades). Entre les col·laboracions de Barbero amb els mitjans de comunicació, més enllà de l'específicament relacionat amb el còmic, destaquen les seves col·laboracions amb el diari gijonés El Comercio El Diariu Independent (ja desaparegut), Güei, la revista Interferencies o  el Anuario de la Música Asturiana, publicació en la qual la realitza primera fotonovela escrita en asturià.
Va ser professor de secundària entre els anys 1996 i 1998.
Al costat de Xosé Antón García-Sampedro, conegut com a Son, va guanyar alguns premis autonòmics de còmic com “El Llapiceru”.
En la seva faceta com a dissenyador gràfic, destaquen les carátules dels discos de Felpeyu, La Bandina, DRD, Verdasca, Blima, Tuenda, Duerna, Música Tradicional d'Allande, Música Tradicional en conceyu L.lena o Música Tradicional en concechu Quirós. Així mateix és autor de nombrosos cartells teatrals per a la companyia Nun Tris, i de concerts i festivals de música.
En 2009 va guanyar el premi "Alfonso Iglesias" de còmic per "Manzajú", una novel·la gràfica autobiogràfica.
A mig camí entre el còmic i el disseny gràfic està el Còmic-CD de Los Ciquitrinos “Faciendo l'indio” (2009) del que també és autor.
Des de 2011 publica el fanzine digital "Aguantant Cachones", amb obra inèdita i recopilació de treballs anteriors.
És membre "fonedor" de la revista web satírica "Fundición Príncepe de Astucias" (en referència a la Fundació Príncep d'Astúries) des de setembre de 2012.
Al novembre de 2012 va editar "La Chelita. El Salvador 1992", una novel·la gràfica a partir de les vivències i testimoniatges de cooperants internacionals i veterans de la guerrilla salvadorenca. Amb aquest treball Ruma Barbero va aconseguir el premi al millor llibre en asturià de 2012 que concedeix la Tertúlia Malory. Un any més tard, publica "Aguantant cachones", que recull en paper les historietes que va ser presentat en el seu blog des de l'any 2011 fins al mes de juliol de 2013.
Una altra part a destacar del seu treball és la seva labor com a lletrista per a grups com Felpeyu, Els Ciquitrinos, Teixidor, Blima, Pandereteres de Fitoria o per al projecte Aire.

## Premis
- Premi Comarca de la sidra 2003, de còmic en asturià, per Marcianaes, 2003).
- Premi Alfonso Iglesias 2009, de còmic en asturià, per Manzajú (Suburbia Edicions, 2010).
- Premi al millor llibre en asturià de 2012, per «La Chelita», concedit per la Tertúlia Malory.